# Gaius Iulius Polybius
Gaius Iulius Polybius († 47 n. Chr.) war ein einflussreicher römischer Freigelassener unter Kaiser Claudius.
Polybius wurde von Kaiser Caligula freigelassen. In der Regierungszeit des Claudius genoss er das besondere Vertrauen des Kaisers, der ihn in seinen engsten Beraterkreis aufnahm. Seine Aufgabe war es, den Kaiser zu beraten. Als Inhaber des Amtes a libellis war er zuständig für die Bittschriften an den Kaiser, die er ordnen und dem Kaiser vorlegen musste. Ferner war er der Bibliothekar und Ratgeber des Kaisers in Bildungsfragen. Umstritten ist, ob er das Amt a studiis ausübte. Möglicherweise war er auch für die Empfehlung und Einstellung der Leute zuständig, die der Kaiser für die verschiedenen Beförderungen und Ämter vorgesehen hatte. Die Beziehung zu Claudius’ Frau Messalina kostete ihn das Leben. Überliefert ist außerdem, dass Polybius mehrere Brüder sowie Sohn und Frau hatte. Polybius übersetzte Verse des Dichters Vergil in griechische Prosa.